# Alexandre Siben
Alexandre Siben (Metz, 1824 – Parigi, 1882) è stato un ingegnere francese.

## Biografia
Formatosi al Politecnico e all'École nationale des ponts et chaussées di Parigi fu ingegnere di divisione a Pistoia dal 1856 al 1866, alle dipendenze di Jean Louis Protche, e direttore governativo dei lavori, responsabile del progetto, per la realizzazione della Ferrovia Porrettana riuscendo a superarne le molte difficoltà attuative.
Successivamente fu incaricato di dirigere i lavori della litoranea ligure: nel 1868 fu inaugurato il tratto Genova - Chiavari e due anni dopo quello Chiavari - Sestri Levante. Mentre per quello Sestri Levante - La Spezia, inaugurato nel 1875, fu solo grazie all'opera di Siben che furono superate le "enormi difficoltà" realizzative del tratto, dopo che le imprese appaltatrici avevano abbandonato i lavori alla fine del 1866. Fu contemporaneamente alla realizzazione con successo di questa difficile tratta ferroviaria che gli furono conferite le onorificenze di Commendatore della Corona d'Italia (1873) e dei Santi Maurizio e Lazzaro (1875).
A far data dal primo agosto 1876 Siben passò alla ferrovia Clermont - Tulle.
Nel 2014 il tratto ferroviario La Spezia - Sestri Levante in località Guvano realizzato da Siben è stato dichiarato d'Interesse culturale "... per l'altissima qualità costruttiva per i manufatti appartenenti alla fase originaria, ..." e sottoposto a vincolo.

## Opere
- Congiunzione delle ferrovie aretina e senese, Firenze: Tip. della Gazzetta d'Italia, 1873.